# Neftekamsk
Neftekamsk (en russe : Нефтекамск) est une ville de la république de Bachkirie, en Russie. Sa population s'élevait à 129 173 habitants en 2019.

## Géographie
Neftekamsk s'étend au bord de la Kama, à 184 km au nord-ouest d'Oufa et à 1 036 km à l'est de Moscou.

## Histoire
La ville est de création très récente : elle a été fondée en 1957 dans le cadre de la mise en exploitation d'un gisement de pétrole.

## Population
Recensements (*) ou estimations de la population
| 1959* | 1970*  | 1979*  | 1989*   | 2002*   | 2006    | 2010*   | 2012    |
| ----- | ------ | ------ | ------- | ------- | ------- | ------- | ------- |
| 2 946 | 46 482 | 69 586 | 106 801 | 122 290 | 118 285 | 121 733 | 122 844 |

| 2013    | 2014    | 2015    | 2016    | 2017    | 2018    | 2019    | 2020 |
| ------- | ------- | ------- | ------- | ------- | ------- | ------- | ---- |
| 123 540 | 124 005 | 125 000 | 125 915 | 126 805 | 127 821 | 129 173 | -    |

## Économie
Le principal employeur est l'usine d'autobus et de camions KamAZ.